# Terfens
Terfens  är en ort och kommun i distriktet Schwaz i förbundslandet Tyrolen i Österrike.
Kommunen består av sju orter (Ortschaften) (inom parentes invånarantal 1 januari 2024):
- Eggen (74)
- Mairbach (30)
- Neu-Terfens (590)
- Schlögelsbach (79)
- Terfens (412)
- Umlberg (153)
- Vomperbach (991)